# Гости из будущего
«Го́сти из бу́дущего» — российская поп-группа, возникшая в 1996 году в Санкт-Петербурге. Основана музыкантами Юрием Усачёвым и Евгением Арсентьевым. После 1998 года и до момента распада в 2009 году представлена двумя участниками: Юрием Усачёвым и Евой Польна. Экспериментируя со стилями танцевальной поп-музыки, драм-н-бейс и джангл, они стали наиболее известны в 1999 году благодаря хиту «Беги от меня» и выходу одноимённого альбома.
Их студийные альбомы «Зима в сердце», «Это сильнее меня» (2000), «Ева» (2002) и другие работы получили преимущественно положительные отзывы от музыкальных критиков, а сама группа стала символом российской танцевальной сцены конца 1990-х — начала 2000-х годов.

## История

### Зарождение группы и эксперименты со звучанием (1996—1998)
Проект возник в 1996 году как дуэт Юрия Усачёва и Евгения Арсентьева. В процессе работы над музыкой у Усачёва возникла необходимость в женском вокале. В процессе отбора из двух участниц Усачеву приглянулась будущая вокалистка Ева Польна.
Название группы появилось, когда шла работа в студии над первыми песнями. Экспериментальный альбом «Через сотни лет…» (1997), записанный в стиле эмбиент, не стал популярным среди слушателей. Через год группа выпускает джангл-альбом «Время песок…» при поддержке DJ Грув, где основной вокалисткой и автором текстов большинства композиций выступила уже сама Ева Польна. Последующие работы характеризуют смену музыкального направления группы, и в 1998 её покидает Евгений Арсентьев. Первое живое выступление «Гостей из будущего» состоялось 8 марта 1998 года в клубе «Титаник».

### Альбом «Беги от меня» и первый успех (1999—2004)
В 1999 году выходит песня «Беги от меня» и третий одноимённый альбом группы, записанный в стиле европоп, после которого к группе пришла популярность. В этом же году группа впервые принимает участие в фестивале «Песня года» и выходит в финал с песней «Нелюбовь». Уже в мае 2000 года группы выпустила четвёртый альбом «Зима в сердце». После успешного выхода одноимённого альбома и следующей за ним пластинки «Гости из будущего» отправились в гастрольный тур. Главными хитами на тот момент стали песни «Беги от меня», «Нелюбовь» и «Зима в сердце», в 2000 году — «Ты где-то», «Это сильнее меня» и «Игры», на которую был снят видеоклип в Лондоне.
В это время дуэт разрывает отношения с продюсером Евгением Орловым, с которым ранее они подписали контракт. Группа продолжает экспериментировать со звучанием, сменив танцевальный европоп на акустический стиль, и в 2000 году выпускает первую часть альбома «Это сильнее меня». Пятый альбом оказался коммерчески успешным, а записанные преимущественно с гитарным звучанием песни «Так отважно», «Это сильнее меня», «Разбить души твоей окна» получили положительные отзывы от музыкальных критиков.
В 2002 году вышел шестой альбом «Ева», главным хитом с которого стала песня «Люби меня по-французски». Концерт в честь пятилетия группы прошел 4 апреля 2003 года во Дворце спорта «Юбилейный» в Санкт-Петербурге. В этом же году вышла вторая часть альбома «Это сильнее меня» с дополнительным названием «Романтический альбом».
12 августа 2004 года вышел альбом ремиксов «Правила движения». В июне 2005 года группа выпустила свой восьмой альбом «Больше чем песни», его заглавная песня «Лучшее в тебе» стала радио- и теле-хитом.

### Альбом «За звездой» и распад группы (2005—2009)
9 марта 2006 года во МХАТе им. Горького прошёл первый за 8 лет сольный концерт в Москве. Там же через полтора года состоялась презентация девятого и последнего альбома группы «За звездой».
В марте 2009 года Ева Польна сделала заявление о том, что Юрий Усачёв покинул группу, но группа «Гости из будущего» не прекратила существования. Однако, уже в этом же году Польна выпустила сингл «Парни не плачут» в качестве сольного исполнителя. Песня была написана в соавторстве с Усачёвым.

### После распада
После распада группы Ева Польна начала полноценную сольную карьеру, выпустив в 2014 году дебютный альбом «Поёт любовь», сопродюсером которого выступил Юрий Усачёв. В работе над другими сольными работами Польна больше не привлекала его к сотрудничеству. Ева исполняет большинство песен «Гостей из будущего» на своих сольных концертах и живых выступлениях. Юрий Усачёв также продолжил музыкальную деятельность, и в 2005 году стал продюсером проекта Zventa Sventana совместно с певицей Тиной Кузнецовой. В 2009 году она стала его женой.
27 сентября 2018 года состоялось единственное выступление группы после распада на концерте в честь 20-летия вещания телеканала «MTV Россия».

## Музыкальный стиль и влияние
Музыку «Гостей из будущего» можно в целом описать как альтернативную танцевальную. Экспериментируя со звучанием, первые два альбома группа записала в стилях эмбиент и джангл, последующие работы ориентированы на европоп-звучание.
Песня «Беги от меня» (1999) отмечена в книге «Не надо стесняться» Института музыкальных инициатив (ИМИ), посвященной истории постсоветской музыки. В 2009 году группа Винтаж выпустила песню «Ева». Вдохновлённая песней «Hung Up» Мадонны, «Ева» основана на семпле из композиции «Беги от меня» группы «Гости из будущего» и содержит в тексте аллюзии на упомянутую песню. Композиция посвящена Еве Польна.
В 2021 году группа «Моя Мишель» записала кавер-версию песни «Зима в сердце». В 2022 году певица Zivert представила свою версию песни «Всё решено» на телепередаче «Битва поколений» телеканала «Муз-ТВ», где также приняла участие Ева Польна.

## Участники группы
- Ева Польна — вокал, тексты, музыка (1997—2009, 2018)
- Юрий Усачёв — музыка, тексты, программинг, клавишные, бэк-вокал, гитара (1996—2009, 2018)
- Евгений Арсентьев — музыка, программинг, клавишные, скрипка (1996—1998)

## Дискография
Студийные альбомы
- «Через сотни лет…» (1997)
- «Время песок...» (1998)
- «Беги от меня» (1999)
- «Зима в сердце» (2000)
- «Это сильнее меня, часть 1» (2000)
- «Ева» (2002)
- «Это сильнее меня, часть 2» (2003)
- «Больше чем песни» (2005)
- «За звездой» (2007)

Сборники
- Best (2001)
- «Любовное настроение» (2003)

Альбомы ремиксов
- «Правила движения» (2004)
- «Реальна только музыка» (2007)

Синглы
- «Беги от меня» (1999)
- «Нелюбовь» (1999)
- «Он чужой» (2002)

## Видеография
| Год  | Клип                          | Режиссёр           | Альбом                       |
| ---- | ----------------------------- | ------------------ | ---------------------------- |
| 1999 | «Беги от меня»                | Indie Alfas        | «Беги от меня»               |
| 1999 | «Нелюбовь»                    | Indie Alfas        | «Беги от меня»               |
| 2000 | «Зима в сердце»               | Владилен Разгулин  | «Зима в сердце»              |
| 2000 | «Игры»                        | Indie Alfas        | «Зима в сердце»              |
| 2000 | «Это сильнее меня»            | Марат Адельшин     | «Это сильнее меня, часть 1»  |
| 2001 | «Так отважно»                 |                    | «Это сильнее меня, часть 1»  |
| 2002 | «Он чужой»                    |                    | «Ева»                        |
| 2002 | «Метко»                       |                    | «Ева»                        |
| 2003 | «Почему ты, почему навсегда?» |                    | «Это сильнее меня, часть 2»  |
| 2003 | «Меткая лошадка»              | Алексей Муравьёв   | «Правила движения»[уточнить] |
| 2004 | «Грустные сказки»             |                    | «Больше чем песни»           |
| 2005 | «Лучшее в тебе»               | Марат Адельшин     | «Больше чем песни»           |
| 2006 | «Я рисую»                     |                    | «Больше чем песни»           |
| 2006 | «Мама, goodbye»               | Юрий Усачёв        | «Больше чем песни»           |
| 2007 | «Реальна только музыка»       | Александр Касаткин | «За звездой»                 |
| 2008 | «Я не для тебя»               |                    | «За звездой»                 |
| 2009 | «Я твоя киска»                |                    | без альбома                  |

## Награды и номинации
| Награда       | Год  | Работа            | Категория                  | Результат | Прим.  |
| ------------- | ---- | ----------------- | -------------------------- | --------- | ------ |
| Премия Муз-ТВ | 2003 | Гости из будущего | Лучший танцевальный проект | Номинация | [ 27 ] |
| Премия Муз-ТВ | 2003 | Гости из будущего | Лучший поп-проект          | Номинация | [ 27 ] |